# 3. armádní sbor (rakousko-uherská armáda)
3. armádní sbor byl na přelomu 19. a 20. století vyšší vojenskou jednotkou rakousko-uherské armády s působností pro několik rakouských zemí a oblast Přímoří. Sborové velitelství sídlilo ve Štýrském Hradci. Za první světové války byly jednotky 3. armádního sboru nasazeny v Haliči a později v Itálii.

## Historie

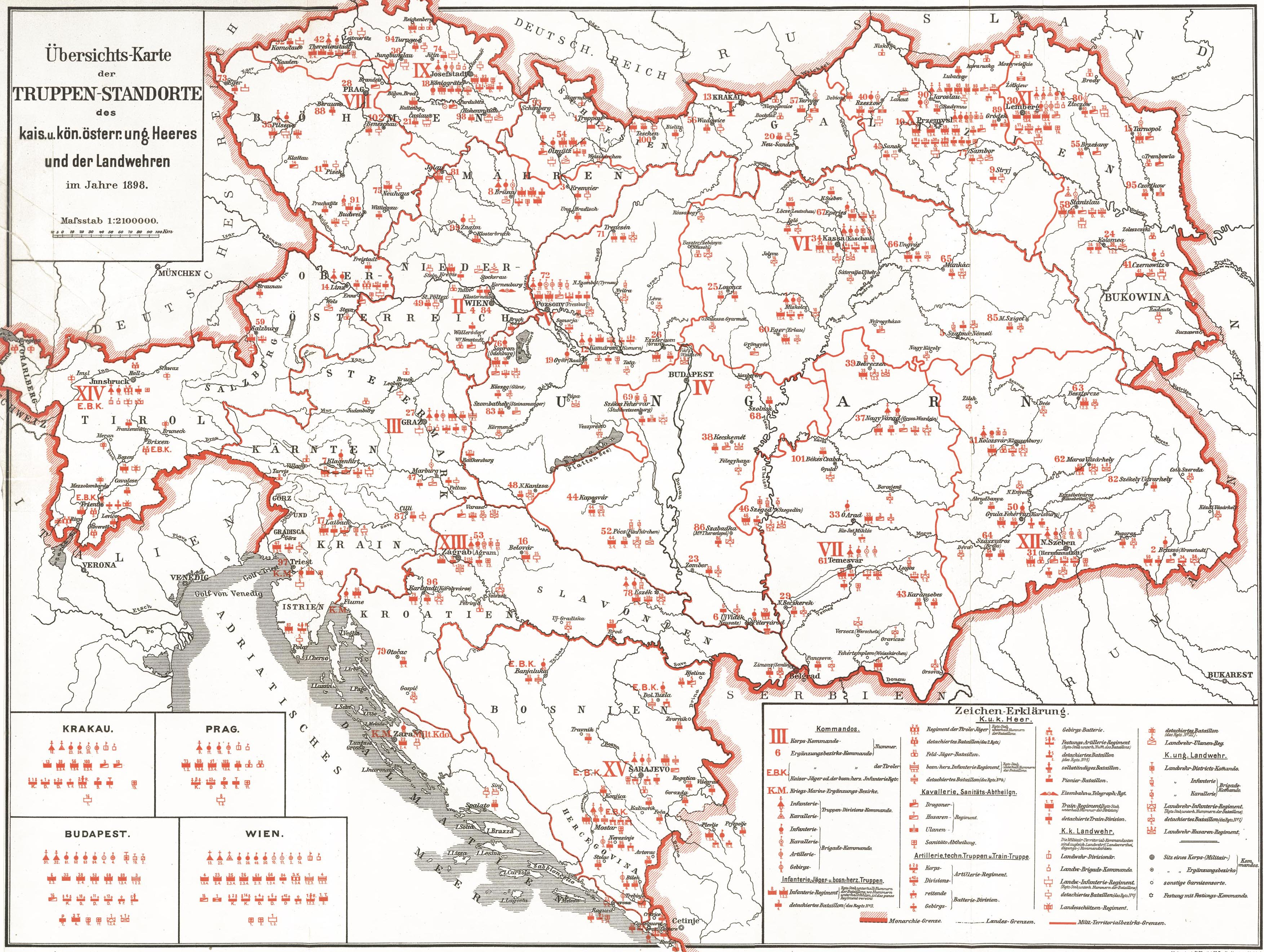
Územní rozdělení působnosti rakousko-uherských armádních sborů v roce 1898

3. armádní sbor vznikl k datu 1. ledna 1883 reorganizací dosavadních velitelství pro jednotlivé korunní země. Do působnosti 3. armádního sboru spadalo Štýrsko, Korutany, Kraňsko, Istrie, Gorice a Gradiška, do jeho kompetencí patřilo i válečné námořnictvo v Terstu. Velitelství sboru sídlilo od roku 1884 ve Štýrském Hradci v budově na ulici Elisabethstraße (bývalý Keesův palác). Ke sboru patřila 6. pěchotní divize ve Štýrském Hradci a 28. pěchotní divize v Lublani, 3. jezdecká brigáda v Mariboru, 3. dělostřelecká brigáda ve Štýrském Hradci a 4. dělostřelecká brigáda v Pule. Doplňovacími okresy byly Štýrský Hradec, Celje, Klagenfurt, Lublaň, Maribor a Terst. Sboru byly dále podřízeny posádkové a útvarové nemocnice ve Štýrském Hradci, Lublani, Terstu, Gorici, Klagenfurtu, Mariboru a Tolminu. Sbor měl také několik posádkových věznic (Štýrský Hradec, Klagenfurt, Lublaň, Maribor, Terst).
Na začátku první světové války byl sbor převelen na východní frontu, kde byl začleněn do armádního seskupení generála Kövesse a zúčastnil se bojů v Haliči. Ještě v roce 1914 byl sbor přeložen k 2. armádě generála Boroeviće a zúčastnil se neúspěšného dobytí pevnosti Přemyšl. Po bojích v Karpatech přešel do defenzívy a po výměně velení byl v roce 1915 přemístěn na italskou frontu. Vojáci 3. sboru bojovali na Soči, ve vítězné bitvě u Monte Ortigara. V závěru války v listopadu 1918 padl celý sbor do italského zajetí. 

## Velitelé 3. armádního sboru
- 1883–1888 polní zbrojmistr Franz baron Kuhn von Kuhnenfeld
- 1888–1889 polní zbrojmistr Anton baron von Schönfeld
- 1889–1891 polní zbrojmistr vévoda Vilém Mikuláš Württemberský
- 1891–1897 polní zbrojmistr Wilhelm baron Reinländer
- 1897–1907 polní zbrojmistr Eduard von Succovaty
- 1907–1910 polní zbrojmistr Oskar Potiorek
- 1910–1911 generál pěchoty Karl Schikofsky
- 1911–1914 polní zbrojmistr Ernst baron von Leithner
- 1914–1915 generál pěchoty Emil Colerus von Geldern
- 1915–1918 generál pěchoty Josef Krautwald von Annau
- 1918 generálplukovník Hugo Martiny von Malastów